# Laccophilus pellucidus
Laccophilus pellucidus – gatunek wodnego chrząszcza z rodziny pływakowatych i podrodziny Laccophilinae.
Gatunek ten opisany został w 1882 roku przez Davida Sharpa.
Chrząszcz o ciele grzbietobrzusznie spłaszczonym, długości od 5,3 do 6 mm i szerokości od 3 do 3,4 mm. Głowę i przedplecze ma jasnordzawe z jaśniejszymi bokami, nieco matowe, dwojako siateczkowane: oczka większej siatki mieszczą 2 do 7 oczek siatki mniejszej. Pokrywy jasnordzawe do rdzawych, niekiedy z rozmytymi, jaśniejszymi plamami. Powierzchnia pokryw stosunkowo błyszcząca, dwojako siateczkowana: oczka większej siatki mieszczą 2 do 6 oczek siatki mniejszej. Punkty w rzędach grzbietowo-bocznych i bocznych pokryw dość drobne i nieco nieregularne. U samca ostatni widoczny sternit odwłoka jest symetryczny. Samca cechuje potężny penis o skręconym wierzchołku.
Chrząszcz afrotropikalny, znany z Sudanu, Etiopii, Ugandy, Kenii, Tanzanii, Zairu, Zambii, Malawi, Mozambiku, Zimbabwe, Suazi i  Południowej Afryki.